# قنجر
القَنْجَر أو الزُّرْقُوم أو جَريث البحر (الاسم العلمي:Conger) هو جنس من الأسماك يتبع الفصيلة القنجرية من رتبة الأنقليسيات.

## أنواع
- قنجر أرجنتيني (الاسم العلمي:Conger orbignianus)
- قنجر أمريكي (الاسم العلمي:Conger oceanicus)
- قنجر أنقليسي (الاسم العلمي:Conger verreauxi)
- قنجر أوروبي (الاسم العلمي:Conger conger)
- قنجر رمادي (الاسم العلمي:Conger cinereus)
- قنجر فليبيني (الاسم العلمي:Conger philippinus)
- قنجر قاتم (الاسم العلمي:Conger erebennus)
- قنجر قليل المسام (الاسم العلمي:Conger oligoporus)
- قنجر كبير الرأس (الاسم العلمي:Conger macrocephalus)
- قنجر كثير الأسنان (الاسم العلمي:Conger triporiceps)
- قنجر منقط أبيض (الاسم العلمي:Conger myriaster)
- قنجر نضر (الاسم العلمي:Conger esculentus)
- قنجر ويلسوني (الاسم العلمي:Conger wilsoni)
- قنجر ياباني (الاسم العلمي:Conger japonicus)